# Hedobia semivittata
Hedobia semivittata är en skalbaggsart som beskrevs av Van Dyke 1923. Hedobia semivittata ingår i släktet Hedobia och familjen trägnagare. Inga underarter finns listade i Catalogue of Life.